# Swarovski

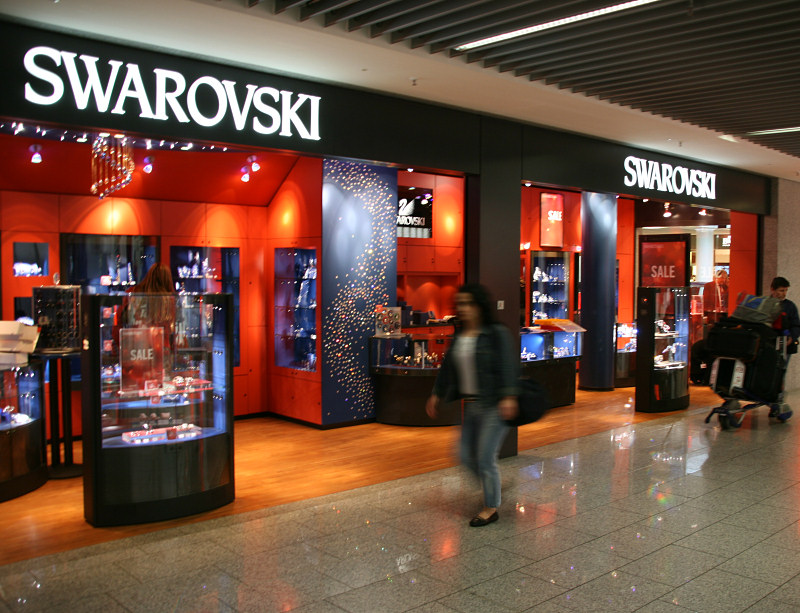
Tienda de Swarovski en Fráncfort del Meno.

Swarovski es una marca de productos de lujo fabricados con un tipo especial de vidrio óptico, comúnmente conocido como cristal de Swarovski, que se fabrica con una fórmula patentada.
Aunque técnicamente es un tipo de vidrio, su calidad lo diferencia del vidrio común utilizado en objetos cotidianos como vasos o ventanas, debido a su pureza excepcional, alta refracción de la luz y corte de precisión.
El propietario es el Grupo Swarovski, con sede en Wattens (Austria). Fue fundada en 1895 por Daniel Swarovski.
El grupo tiene tres sectores principales: Swarovski Crystal Business, que produce sobre todo joyería de cristal y accesorios; Swarovski Optik, que produce instrumentos ópticos, como telescopios y prismáticos; y Tyrolit, que produce maquinaria.

## Historia

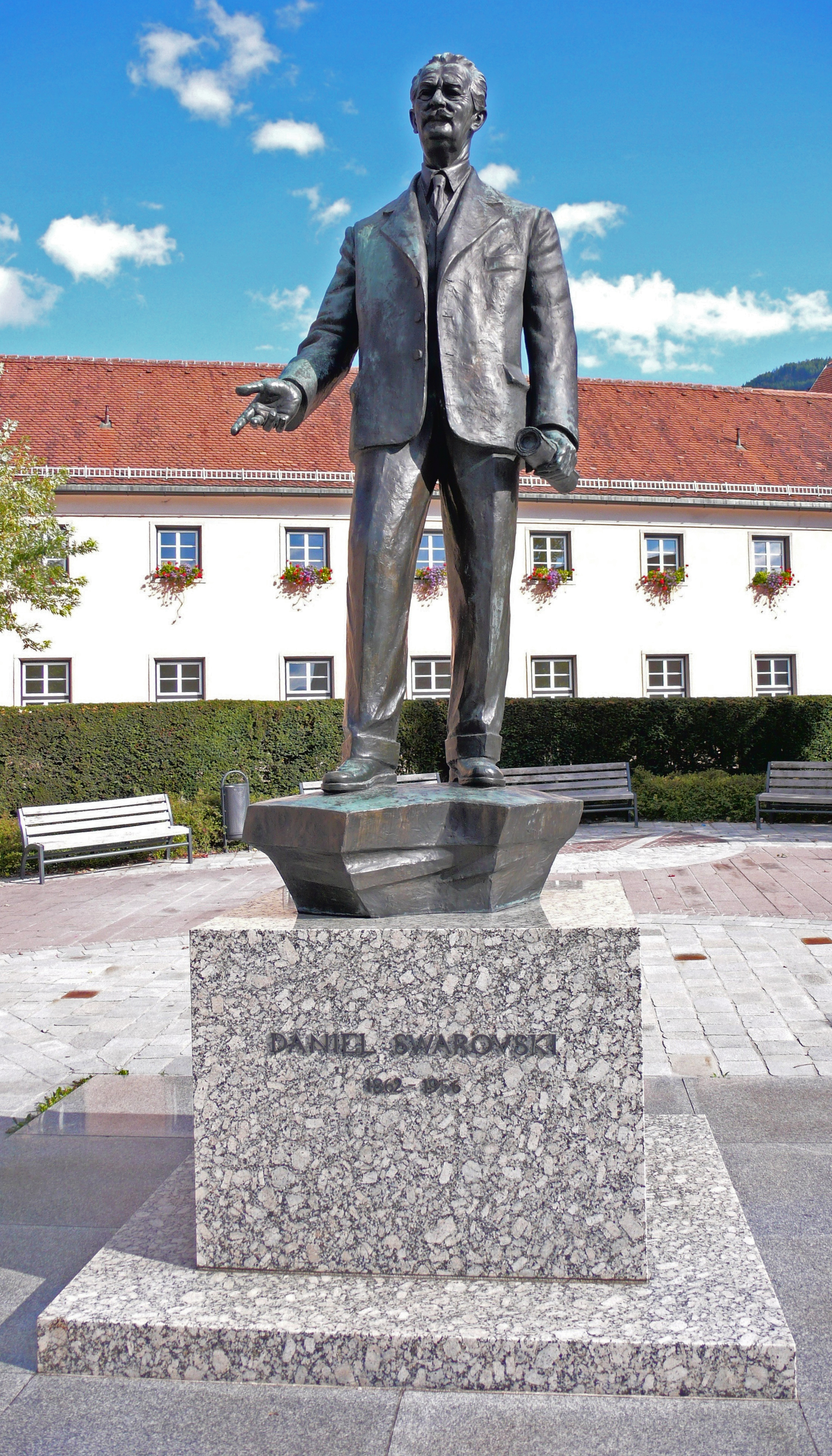
Estatua de Daniel Swarovski (1862–1956), fundador de la compañía, en Wattens, Austria.

Daniel Swarovski nació en el norte de Bohemia (en la actual República Checa), a 20 km de la actual frontera con Polonia, el 24 de octubre de 1862. Su padre fue un cortador de cristal y era el propietario de una pequeña fábrica. Daniel fue aprendiz en esta fábrica. En 1892 patentó una máquina de cortar eléctrica que facilitaba la producción con vidrio de plomo.
En 1895, Daniel Swarovski, el financiero Armand Kosman y Franz Weis fundaron la Compañía A. Kosmann, D. Swarovski & Co., abreviada como KS & Co. La compañía estableció una factoría de corte de cristal en Wattens, Tirol, Austria, que aprovechaba la energía de la central hidroeléctrica local para los procesos de corte que Swarovski había patentado. Swarovski quería crear "un diamante para todo el mundo" produciendo cristales asequibles.

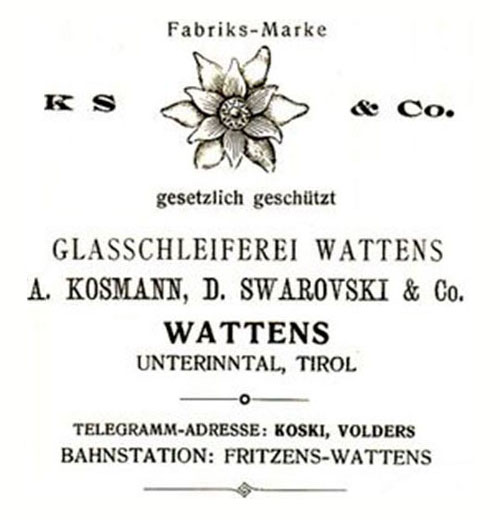
Publicidad de Kosmann, D. Swarovski & Co. de 1899, con la flor edelweiss en el logotipo.

En 1899 fue el primero en usar la flor edelweiss en su logotipo y se expandió a Francia, donde se llamó Pierres Taillées du Tyrol ("Piedras Talladas del Tirol"). En 1919, Swarovski fundó Tyrolit, para vender sus herramientas de esmerilado y pulido de cristal en otros mercados diferentes.
En 1935, Wilhelm Swarovski, hijo de Daniel, creó unos prismáticos personalizados. En 1949 creó Swarovski Optik, que fabrica instrumentos ópticos como prismáticos y telescopios.
Nadja Swarovski, tataranieta del fundador, es miembro de la junta de la compañía. En 1977, la Compañía Swarovski se expandió a los Estados Unidos.

## Productos
La gama de cristales de Swarovski incluye esculturas, miniaturas de cristal para joyería y alta costura, decoración del hogar, lámparas de araña, candelabros y rhinestones (tipo de piedra parecida al diamante) para fabricantes y artistas.
Todas las esculturas tienen el logotipo. El logotipo original de Swarovski era una flor edelweiss. Posteriormente, este fue reemplazado por las siglas S. A. L. En 1988 esto fue reemplazado por el cisne.
El cristal es producido mediante la mezcla de arena de cuarzo, minio, potasio y sodio a altas temperaturas. Para crear un cristal que permita que la luz se refracte en el espectro del arcoíris, Swarovski recubre algunos de sus productos con una cobertura metálica especial. Por ejemplo, la Aurora Borealis o AB, da a la superficie la apariencia del arcoíris. La compañía también tiene otras coberturas con nombre propio, como Crystal Transmission, Volcano, Aurum, Shimmer y Dorado. En algunas ocasiones esta cobertura se aplica solo a una parte del objeto y, en otras ocasiones, el objeto es cubierto con esto dos veces, designándose entonces a las superficies como AB 2X, Dorado 2X, etc.
En 1995, con motivo del centenario de la empresa, se inauguró el parque temático de los Mundos de Cristal Swarovski (en alemán, Swarovski Kristallwelten, en inglés Swarovski Crystal Worlds) en Wattens, Tirol, Austria. En 2015 fue reformado y sus edificios ampliados.
En 2004 la compañía desarrolló el Xilion, un nuevo corte para optimizar la brillantez de las rosas (componentes cristalinos en las partes posteriores del plano), y los Chatons (piezas cortadas como los diamantes).
En 2007 Swarovski se asoció con la multinacional Philips para producir productos electrónicos de la gama Active-Crystals.
En 2009 se decoraron con cristales de Swarovski algunas monedas para coleccionistas emitidas por la Real Casa de la Moneda de Canadá. En 2014, Tristán de Acuña emitió una moneda de cinco coronas para Navidad que tenía un pequeño cristal de Swarovski como estrella guía y una imagen en color de uno de los reyes magos de oriente.
Swarovski ha creado una línea de perfumes líquidos y sólidos.

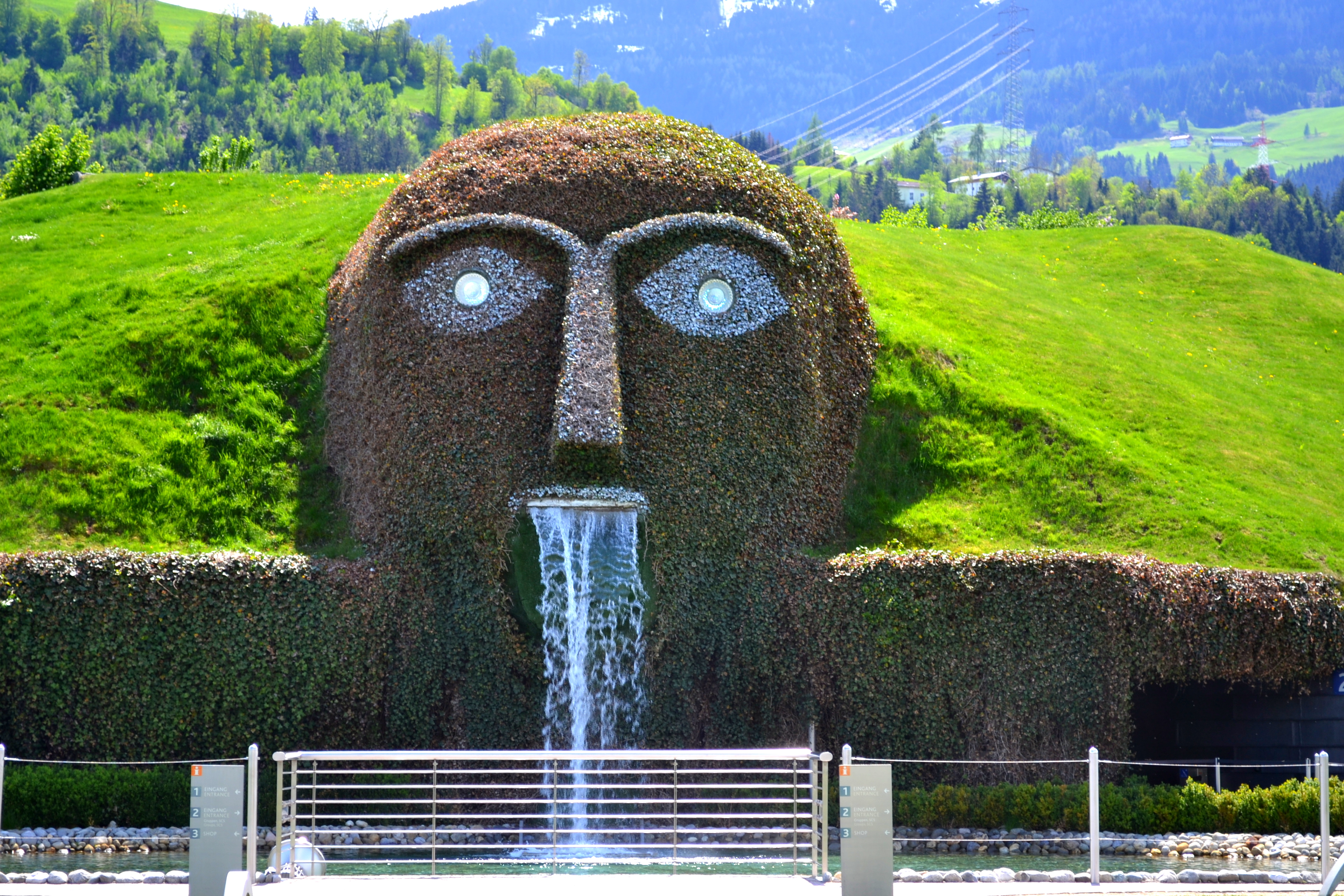
Entrada del parque temático de los Mundos de Cristal de Swarovski.

En noviembre de 2014, Victoria's Secret rediseñó la botella de perfume Heavenly Luxe con cristales de Swarovski.

### Empresas del Grupo Swarovski

Un ornamiento navideño de Swarovski de 2016.

Swarovski Crystal Business
Figuras de cristal, ornamentos y accesorios de moda.
Atelier Swarovski
Diseñadores de moda y joyas. Viktor Horsting y Rolf Snoeren diseñaron la colección de otoño de 2014.
Swareflex
Un especialista en productos de seguridad para la carretera.
Swarovski Crystal Palace
Diseño vanguardista de lámparas y moda (como lámparas de araña, etc.)
Swarovski Entertainment
Productos de Swarovski para películas.
Swarovski Gemstones Business
Diseño de gemas.
Swarovski Kristallwelten
Parque temático con un museo.
Swarovski Lighting
Lámparas y elementos de cristal para arquitectura. Incluye la marca Shonbeck.
Swarovski Optik K. G.
Instrumentos ópticos, como telescopios, miras telescópicas y prismáticos.
Swarovski Professional
Elementos de cristal producidos por Swarovski.
Touchstone Crystal
Ventas de Swarovski a empresas para que confeccionen joyas.
Tyrolit-Schleifmittelwerke Swarovski K. G.
Fabricantes de herramientas de corte y tallado. Produce también máquinas para bricolaje y construcción, como herramientas hidroestáticas. Tiene subdivisiones en Austria, Bélgica, República Checa, Dinamarca, Alemania, Francia, Finlandia, Italia, Oriente Medio, Países Bajos, Noruega, Polonia, Portugal, España, Suiza, Suecia, Reino Unido, Australia, Japón, Sudáfrica, Argentina, Brasil y los Estados Unidos.
Signity
El mayor productor de circonita tallada a máquina.

## Patrocinio
Desde 2004, Swarovski es el autor de la estrella de 2,7 metros de diámetro y 250 kg y 2,7 m de ancho que corona el árbol de Navidad del Rockefeller Center de Nueva York.
Swarovski fue patrocinador de la película «El fantasma de la ópera» (2004). En esta película, ambientada en 1919, aparece una recreación del teatro de la Ópera de París con una lámpara de araña, de 5 metros de ancho por 4 de alto, decorada con 20 000 cristales de Swarovski. En una secuencia aparece una tienda de Swarovski donde, en lugar de ver la insignia de aquella época, el edelweiss, está la insignia actual, el cisne.
En 2006 fue confeccionada una bola de discoteca para la obertura de los conciertos de la gira Confessions de la cantante Madonna valorada en 2 millones de dólares, así como muchos otros complementos de vestuario. También se volvió a repetir en los vestuarios de sus siguientes giras: Sticky & Sweet de 2008-2009 y The MDNA de 2012.
Michael Jackson tenía un guante blanco con cristales de Swarovski, con el que bailó por primera vez el Moonwalk en 1983. En 2009 fue subastado por 235 000 euros en el Hard Rock Café de Times Square, Nueva York. Otro guante similar, usado por el artista en la gira Victory de 1984, fue subastado en 2010 por 190 000 euros.
Para la última gira prevista de Michael Jackson, la firma Swarovski diseñó trajes y elementos del escenario con más de 300 000 cristales Swarovski, en 40 tamaños y 27 colores.
En 2015 se estrenó una versión de «Cenicienta» de Disney, dirigida por Kenneth Branagh y protagonizada por Lily James. La encargada del vestuario fue la diseñadora Sandy Powell, tres veces ganadora del Óscar. En los vestuarios y decorados se utilizaron 1,7 millones de cristales de Swarovski. El clásico zapato también fue diseñado por esta firma.
Entre 1986 y 1992 la compañía fue propietaria del equipo de fútbol FC Swarovski Tirol. Swarovski ha diseñado el trofeo de la Super Liga de Pakistán de críquet.
En 2019 y 2020, la firma patrocinó e hizo parte de los diseños de vestuario de la gira Hymn de la cantante británica Sarah Brightman. Junto con ella, diseñaron además una colección de joyas inspiradas en este trabajo discográfico.

## Galería

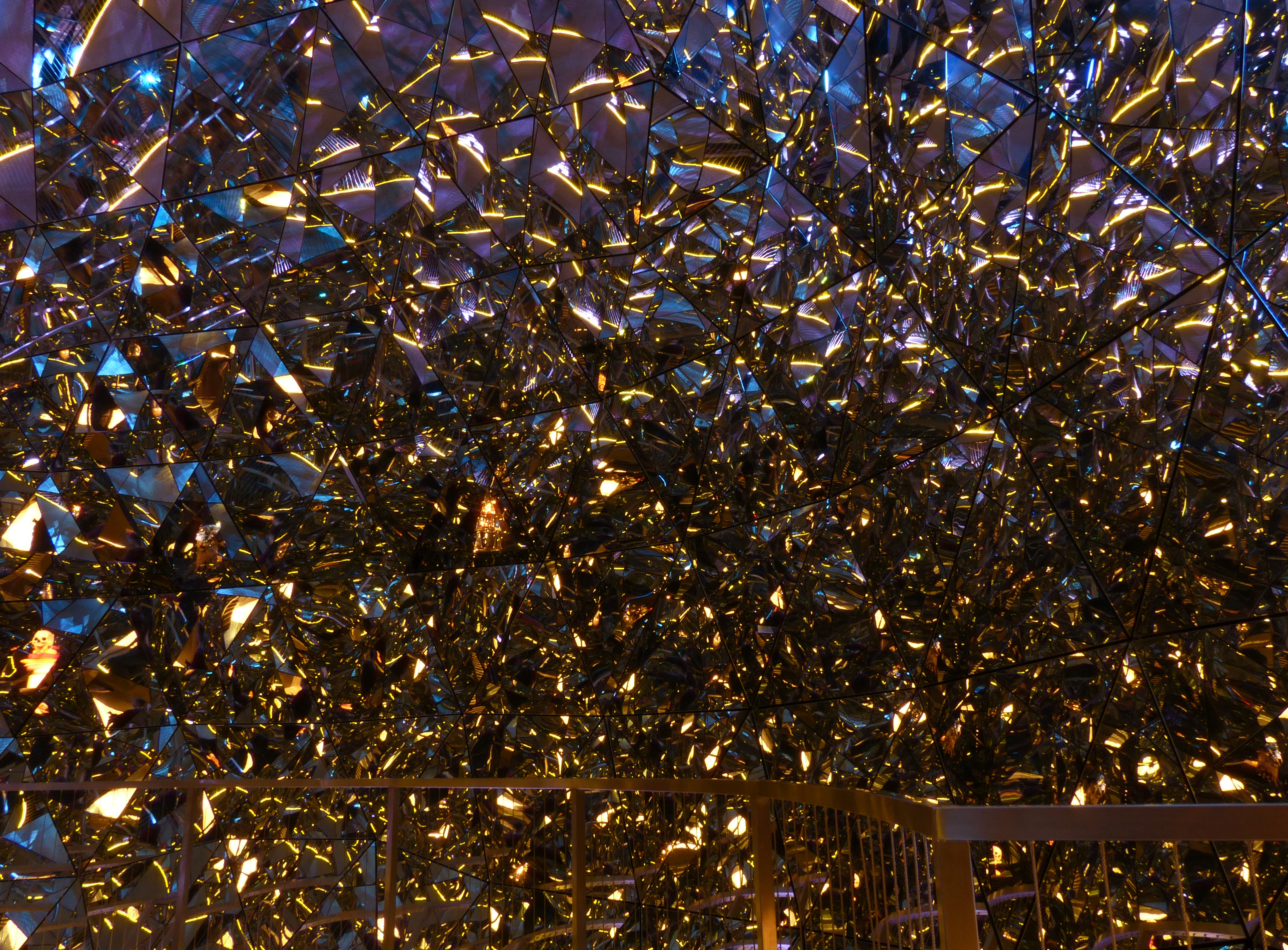
Kristalldom. Kristallwelten.
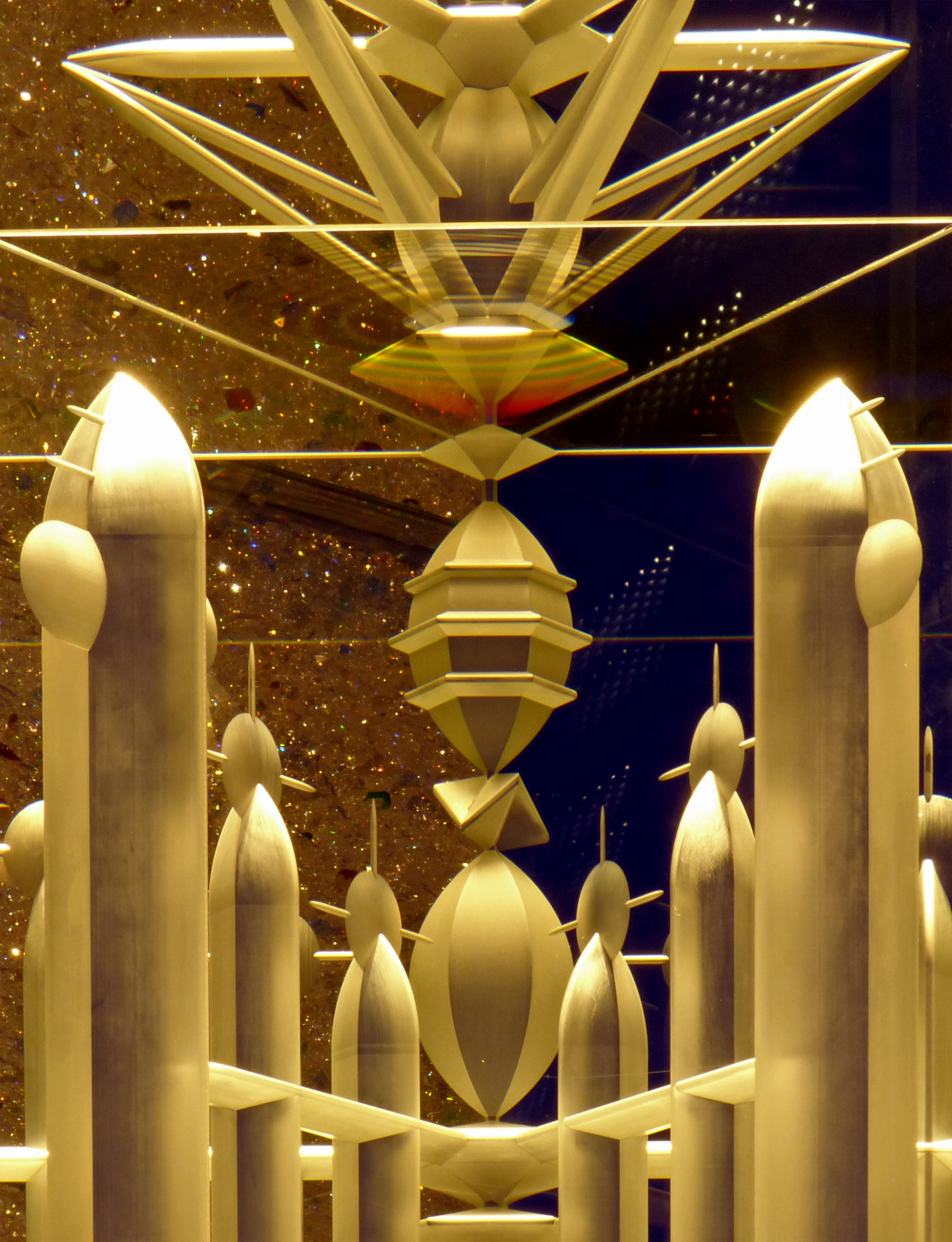
Eisgasse. Kristallwelten.
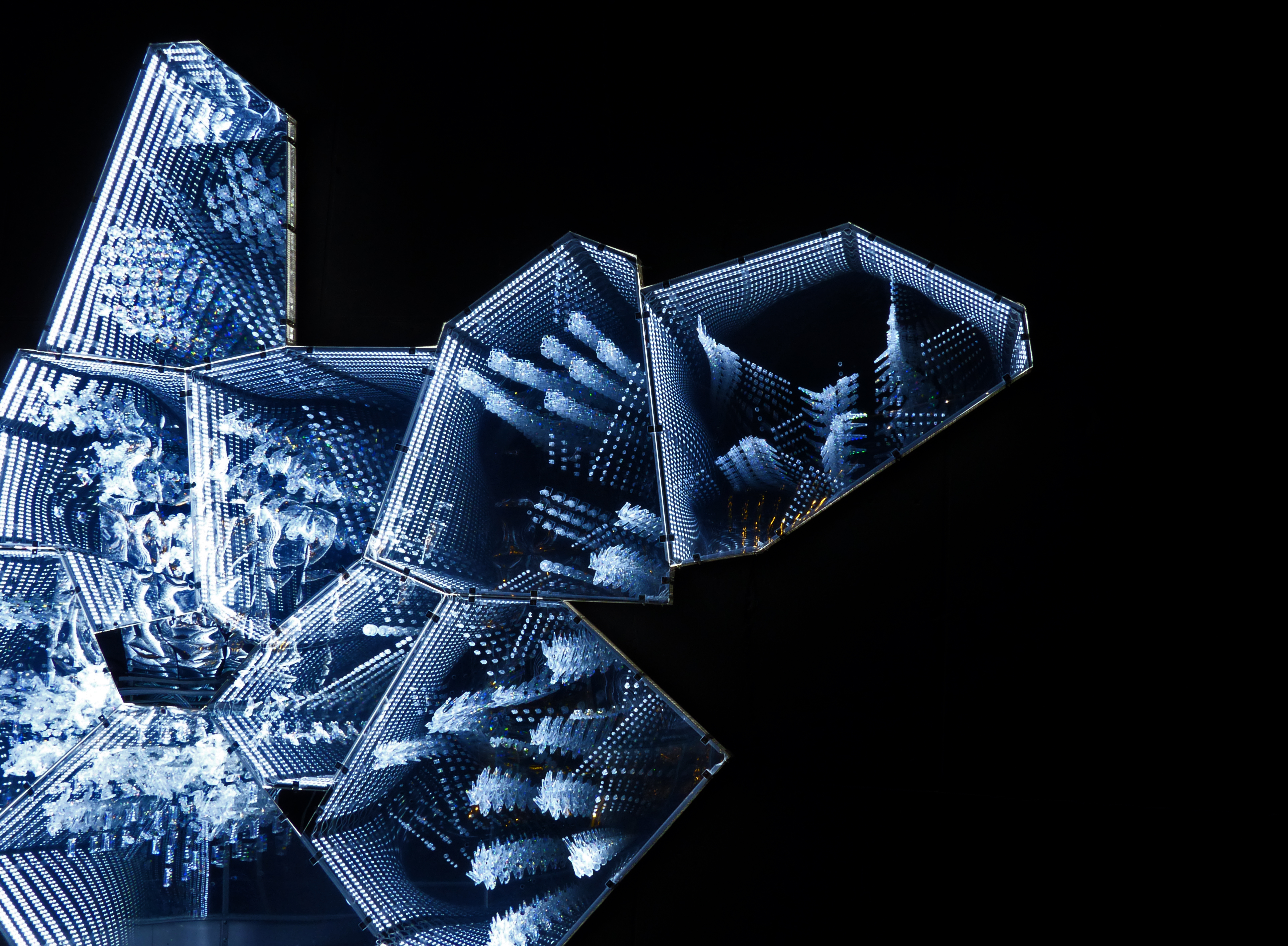
Into Lattice Sun. Kristallwelten.
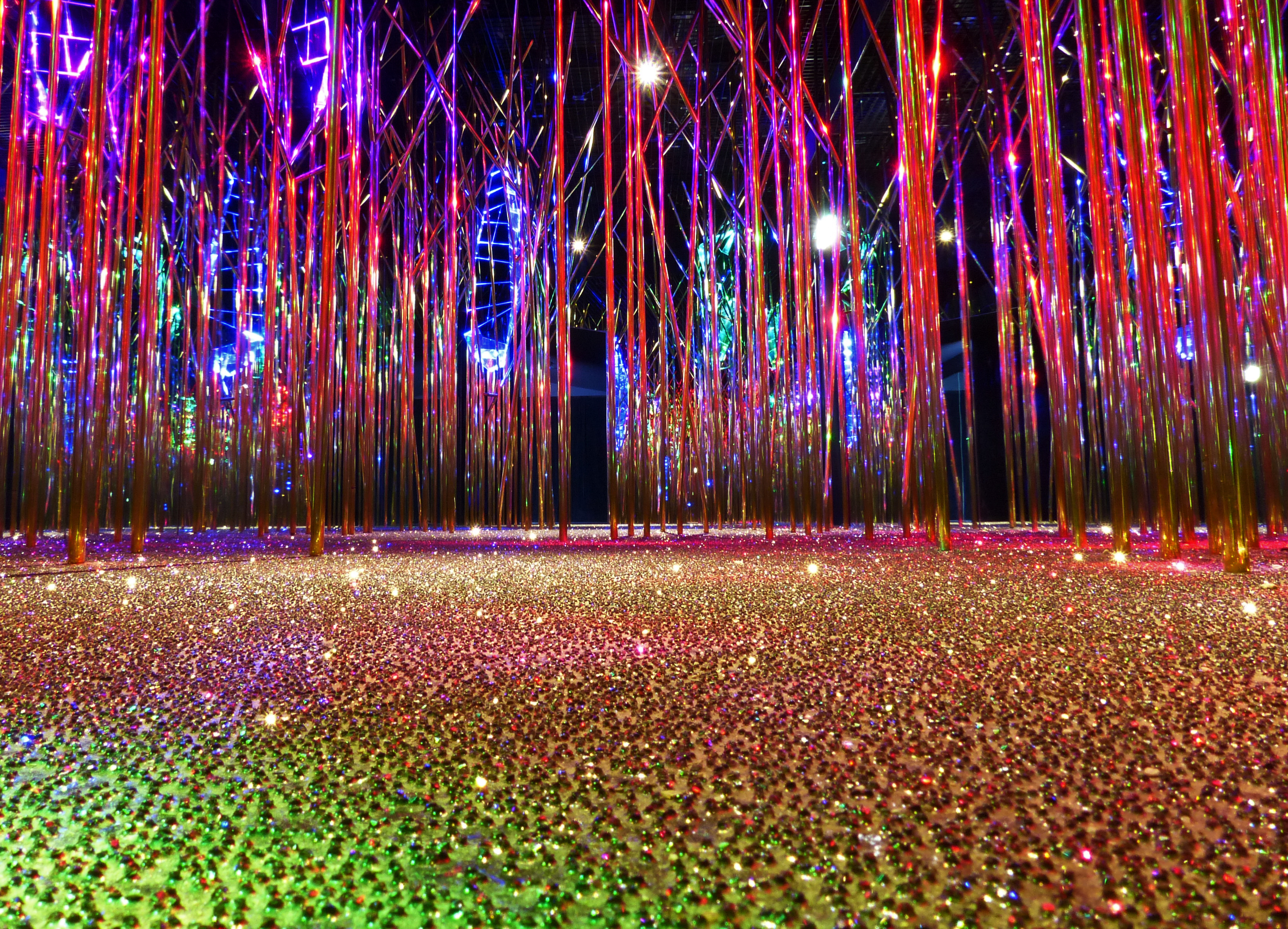
Eden. Kristallwelten.
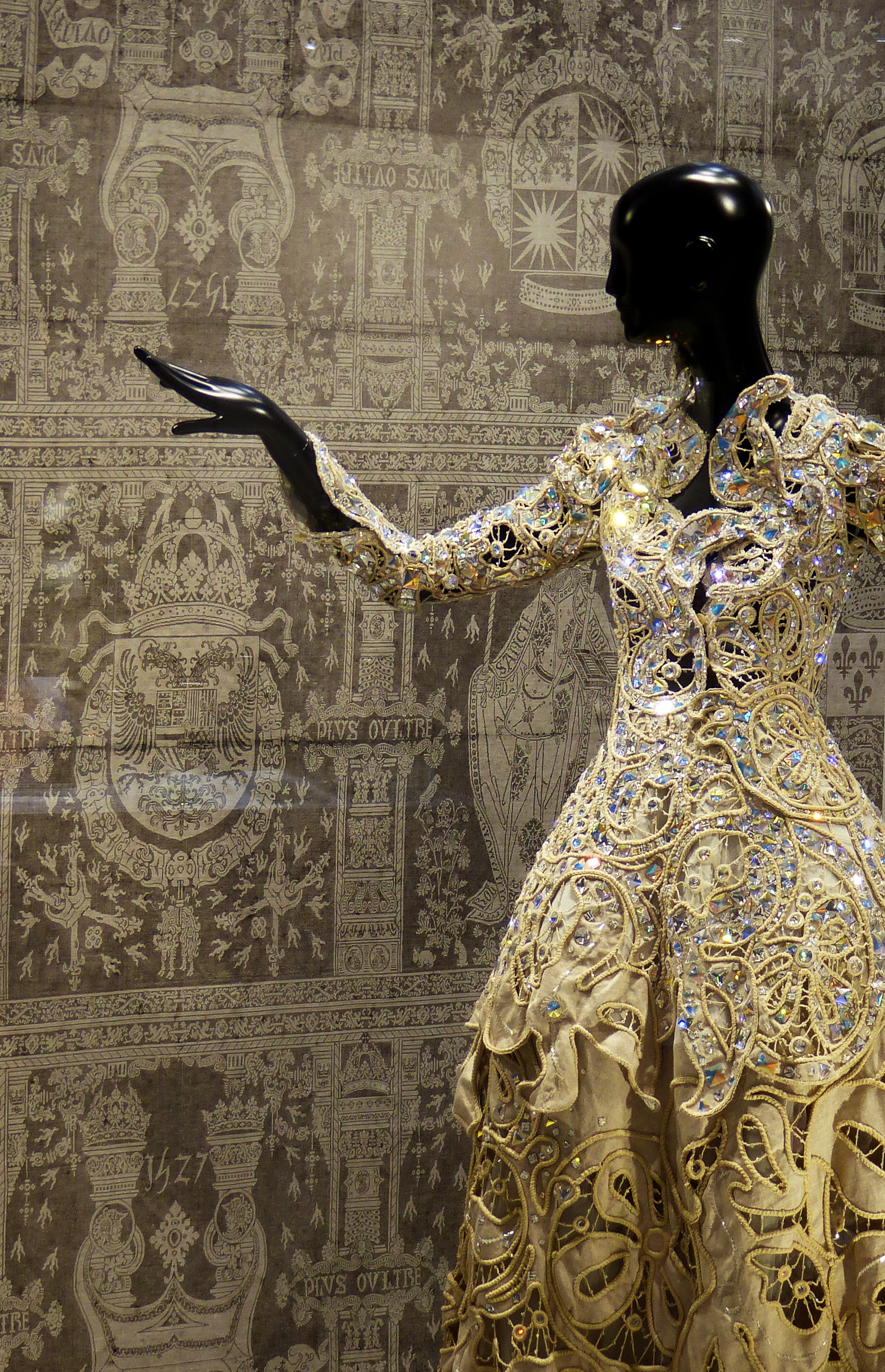
Tienda de Swarovski. Kristallwelten.
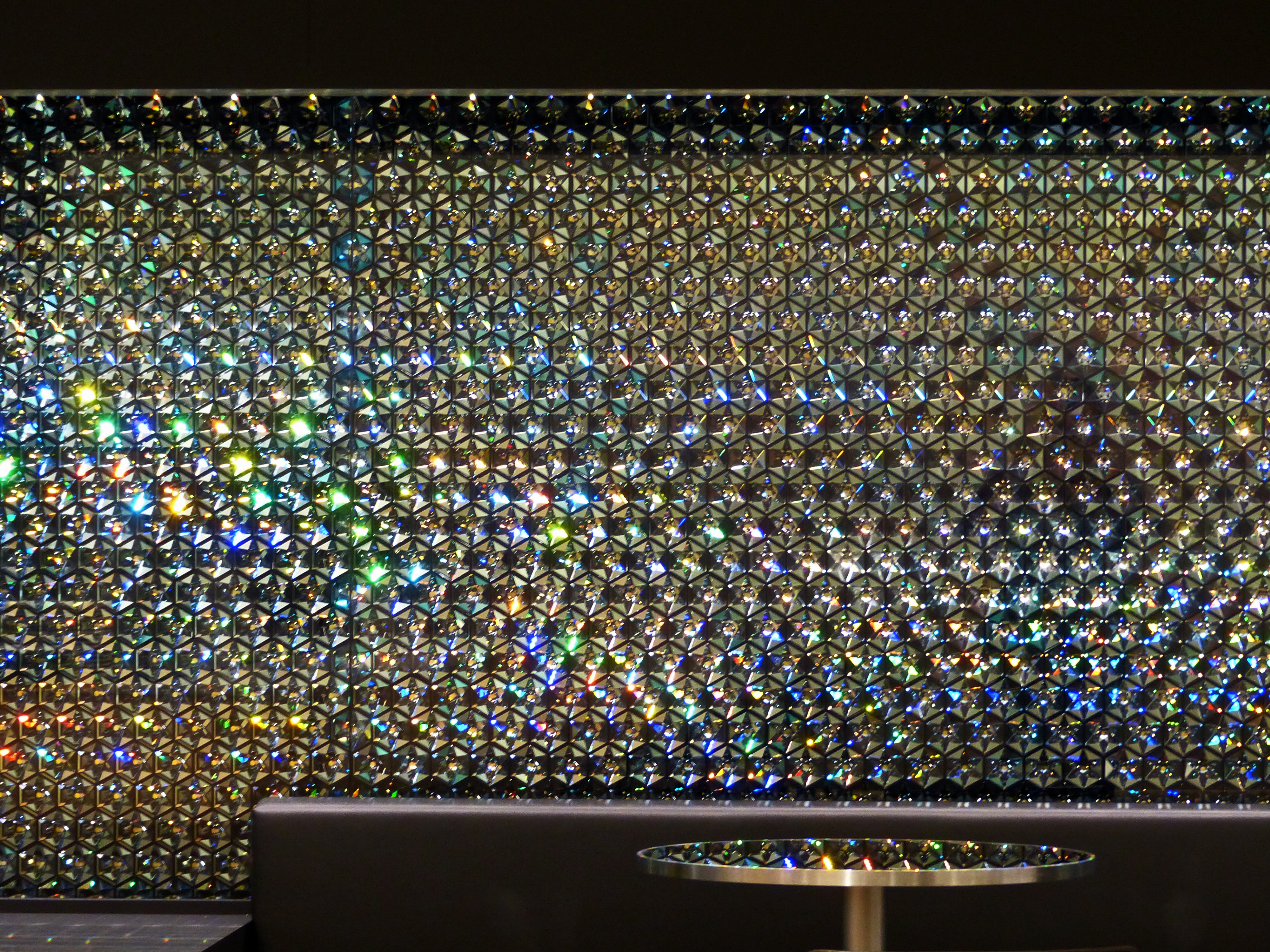
Tienda de Swarovski. Kristallwelten.